# Chdir
chdir – polecenie wiersza poleceń. Używane jest do przemieszczania się pomiędzy folderami i dyskami. Polecenie to działa w środowisku Windows.

## Działanie
Aby z katalogu podrzędnego przejść do nadrzędnego, należy wpisać jedną z poniższych komend:
```
chdir..
cd..
cd ..
chdir ..
```

Aby z katalogu nadrzędnego przejść do podrzędnego należy wpisać jedną z poniższych komend:
```
chdir nazwa_katalogu_podrzędnego
cd nazwa_katalogu_podrzędnego
```

Aby z dowolnego katalogu dysku przenieść się do katalogu głównego wystarczy wpisać:
```
chdir\
cd\
```